# Бриджпорт (Західна Вірджинія)
Бриджпорт (англ. Bridgeport) — місто (англ. city) в США, в окрузі Гаррісон штату Західна Вірджинія. Населення — 9336 осіб (2020).

## Географія
Бриджпорт розташований за координатами 39°18′32″ пн. ш. 80°13′55″ зх. д. / 39.30889° пн. ш. 80.23194° зх. д. (39.308999, -80.232076).  За даними Бюро перепису населення США в 2010 році місто мало площу 27,35 км², з яких 27,23 км² — суходіл та 0,11 км² — водойми.

## Демографія
Згідно з переписом 2010 року, у місті мешкало 8149 осіб у 3458 домогосподарствах у складі 2383 родин. Густота населення становила 298 осіб/км².  Було 3678 помешкань (134/км²).
Расовий склад населення:
| - 95,5 % — білих - 1,9 % — азіатів - 1,1 % — чорних або афроамериканців - 0,2 % — корінних американців |

До двох чи більше рас належало 1,1 %. Частка іспаномовних становила 1,7 % від усіх жителів.
За віковим діапазоном населення розподілялося таким чином: 21,9 % — особи молодші 18 років, 59,3 % — особи у віці 18—64 років, 18,8 % — особи у віці 65 років та старші. Медіана віку мешканця становила 44,7 року. На 100 осіб жіночої статі у місті припадало 91,1 чоловіків;  на 100 жінок у віці від 18 років та старших — 86,6 чоловіків також старших 18 років.
Середній дохід на одне домашнє господарство  становив 100 459 доларів США (медіана — 79 324), а середній дохід на одну сім'ю — 109 898 доларів (медіана — 93 199). Медіана доходів становила 65 687 доларів для чоловіків та 52 027 доларів для жінок. За межею бідності перебувало 3,6 % осіб, у тому числі 5,9 % дітей у віці до 18 років та 4,2 % осіб у віці 65 років та старших.
Цивільне працевлаштоване населення становило 4103 особи. Основні галузі зайнятості: освіта, охорона здоров'я та соціальна допомога — 25,6 %, науковці, спеціалісти, менеджери — 12,7 %, публічна адміністрація — 11,7 %, роздрібна торгівля — 10,9 %.